# Herzog-Christoph-Gymnasium Beilstein
Das Herzog-Christoph-Gymnasium Beilstein (HCG) ist ein allgemeinbildendes Gymnasium in Beilstein im Landkreis Heilbronn. Die Schule geht auf eine Gründung aus dem Jahr 1560 zurück und zählt zu den ältesten Schulen des Landes Baden-Württemberg.

## Geschichte
Das Herzog-Christoph-Gymnasium geht auf eine im Jahr 1560 durch Herzog Christoph von Württemberg gegründete Lateinschule zurück. Diese diente zunächst der Ausbildung künftiger Verwaltungsbeamter und Geistlicher im Zuge der Reformation. Nach dem Zweiten Weltkrieg wurde die Schule 1948 als Herzog-Christoph-Progymnasium neu organisiert. Damals unterrichteten zwei Lehrkräfte insgesamt 96 Schülerinnen und Schüler in fünf Klassenstufen.
Im Jahr 1957 zog das Progymnasium in ein neu errichtetes Schulzentrum ein. 1963 wurde erstmals ein Abschluss mit der Mittleren Reife ermöglicht. Anfang der 1970er-Jahre erfolgte der Ausbau zum vollwertigen Gymnasium. Mit dem Schuljahr 1972/73 wurde ein Fachklassentrakt für den naturwissenschaftlichen und technischen Unterricht errichtet. 1975 erhielt die Schule einen weiteren Erweiterungsbau mit einer neuen Aula, zusätzlichen Klassenzimmern sowie Geografie- und Musikraum. 1981 kam ein Neubau mit zwei Kunstsälen, einem Musiksaal mit Bühne, einem Biologieraum und weiteren Klassenzimmern hinzu. 1994 wurde ein moderner Anbau für die naturwissenschaftlichen Fächer errichtet, das sogenannte Kobidrom.

## Schulprofil
Das HCG bietet drei Hauptprofile:
- Naturwissenschaft und Technik (NwT)
- Sprachliches Profil
- Sportprofil

Außerdem existiert ein bilingualer Zug mit verstärktem Englischunterricht. Das Gymnasium ist G9-Modellschule und Mitglied im nationalen Schulnetzwerk Verein mathematisch-naturwissenschaftlicher Excellence-Center an Schulen (MINT-EC).

## Schulsport
Die Schule kooperiert mit dem Mountainbike-Verein Trailsurfers Baden-Württemberg. Im Rahmen des Sportunterrichts wird Mountainbiken angeboten, unterstützt durch einen eigenen Leihfahrradpool.
Das HCG nimmt regelmäßig an Schulsportwettbewerben wie „Jugend trainiert für Olympia“ teil und erzielte dort landesweite Erfolge, insbesondere im Handball.

## Bekannte Schüler
- Lothar Späth (1937–2016), Politiker und Manager; 1978–1991 Ministerpräsident von Baden-Württemberg
- Hermann Ehmer (* 1943), evangelischer Theologe und Archivar
- Sascha Grabow (* 1968), Globetrotter, Autor und Fotograf
- Tom Orgel (* 1973), Grafik-Designer und Texter; Verfasser von Kurzgeschichten und Romanen
- Stephan Orgel (* 1976), Verlagskaufmann und Betriebswirt; Verfasser von Kurzgeschichten und Romanen